# Липівська сільська рада (Талалаївський район)
Липівська сільська́ ра́да — колишній орган місцевого самоврядування у Талалаївському районі Чернігівської області. Адміністративний центр — село Липове.

## Населені пункти
Сільській раді підпорядковані населені пункти:
- с. Липове
- с. Березовиця
- с. Жолобок
- с. Скороходове

## Загальні відомості
- Територія ради: 57,202 км²
- Населення ради: 1781 особа (станом на 2001 рік). З них, село Липове 968 осіб, Скороходове 774 особи, Березовиця 5 осіб, Жолобок 34 особи.
- Відстань до районного центру шосейними шляхами 9 кілометрів.

## Історія
Липівська сільська рада була зареєстрована у 1918 році. Стала однією з 13-ти сільських рад Талалаївського району і однією з одинадцяти, яка складається більш, ніж з одного населеного пункту.

## Склад ради
Рада складалася з 15 депутатів та голови.
- Голова ради: Васюк Любов Анатоліївна
- Секретар ради: Артюх В'ячеслав Іванович

### Керівний склад попередніх скликань
| ПІБ                       | Основні відомості                                                                       | Дата обрання | Дата звільнення |
| ------------------------- | --------------------------------------------------------------------------------------- | ------------ | --------------- |
| Педько Михайло Андрійович | Сільський голова, 1955 року народження, безпартійний                                    | 26.03.2006   | 31.10.2010      |
| Васюк Любов Анатоліївна   | Сільський голова, 1960 року народження, освіта середня спеціальна, член Партії регіонів | 31.10.2010   |                 |

Примітка: таблиця складена за даними джерела

### Депутати
За результатами місцевих виборів 2010 року депутатами ради стали:

#### За суб'єктами висування
| Суб'єкт висування           | Кількість обраних депутатів | %    |
| --------------------------- | --------------------------- | ---- |
| Самовисування               | 8                           | 50   |
| Партія регіонів             | 7                           | 43,8 |
| Комуністична партія України | 1                           | 6,3  |

#### За округами
| № округу                    | Прізвище, ім'я, по батькові      | Дата визнання обраним | Освіта         | Партійна приналежність                        | Відомості про обраного депутата                               |
| --------------------------- | -------------------------------- | --------------------- | -------------- | --------------------------------------------- | ------------------------------------------------------------- |
| Комуністична партія України |                                  |                       |                |                                               |                                                               |
| 2                           | Лихо Михайло Михайлович          | 05.11.2010            | Освіта середня | член Комуністичної партії України             | тимчасово не працює                                           |
| Партія регіонів             |                                  |                       |                |                                               |                                                               |
| 4                           | Огій Олександр Миколайович       | 05.11.2010            | Освіта вища    | член Партії регіонів                          | Липівська сільська рада, землевпорядник                       |
| 6                           | Хандога Катерина Сільвестрівна   | 05.11.2010            | Освіта середня | позапартійна                                  | фельдшерсько-акушерський пункт, завідувачка                   |
| 9                           | Шарун Галина Михайлівна          | 05.11.2010            | Освіта вища    | позапартійна                                  | Талалаївський районний суд, помічник судді                    |
| 10                          | Дужак Віта Віталіївна            | 05.11.2010            | Освіта середня | член Партії регіонів                          | Талалаївське районне споживче товариство, продавець           |
| 11                          | Огій Людмила Миколаївна          | 05.11.2010            | Освіта середня | член Партії регіонів                          | управління праці та соціального захисту населення, спеціаліст |
| 13                          | Геря Юрій Іванович               | 05.11.2010            | Освіта середня | позапартійний                                 | СТОВ АФ «Горизонт», тракторист                                |
| 14                          | Артюх В'ячеслав Іванович         | 05.11.2010            | Освіта середня | позапартійний                                 | управління праці та соціального захисту населення, спеціаліст |
| Самовисування               |                                  |                       |                |                                               |                                                               |
| 1                           | Семінько Микола Анатолійович     | 05.11.2010            | Освіта середня | позапартійний                                 | сейсмопартія № 9, робітник                                    |
| 3                           | Лихо Микола Михайлович           | 05.11.2010            | Освіта середня | позапартійний                                 | Харківська загальноосвітня школа I-III ст., вчитель           |
| 5                           | Сенча Олександра Анатоліївна     | 05.11.2010            | Освіта вища    | член Всеукраїнського об'єднання «Батьківщина» | дитячий садок, завідувачка                                    |
| 7                           | Васюк Олександр Сергійович       | 05.11.2010            | Освіта вища    | позапартійний                                 | Талалаївський РЕМ, майстер                                    |
| 8                           | Холявенко Вікторія Олександрівна | 05.11.2010            | Освіта середня | позапартійна                                  | СТОВ АФ «Горизонт», юрист                                     |
| 12                          | Борсук Катерина Іванівна         | 05.11.2010            | Освіта вища    | позапартійна                                  | Скороходівська загальноосвітня школа І-ІІ ст., директор       |
| 15                          | Артюх Юрій Григорович            | 05.11.2010            | Освіта вища    | член Всеукраїнського об'єднання «Батьківщина» | тимчасово не працює                                           |
| 16                          | Педько Михайло Андрійович        | 03.05.2011            | Освіта середня | член Партії регіонів                          | тимчасово не працює                                           |

## Освіта
На території сільради діє Липівська ЗОШ I-III ст., в якій навчається 102 учні та ДНЗ «Малятко».